# 나미카타역
나미카타역(일본어: 波方駅 나미카타에키[*])은 일본 에히메현 이마바리시에 있는 시코쿠 여객철도 요산선의 역이다. 역 번호는 Y42이며, 상대식 승강장 2면 2선 구조를 지닌 지상역이다.

## 역 주변
- 다이치 골프
- 이마바리 시청 나미카타 지소
- 이마바리 시립 나미카타 도서관

## 역사
- 1960년 3월 1일 : 개업.
- 1987년 4월 1일 : 민영화에 의해, 시코쿠 여객철도로 이관.

## 인접 정차역
| 시코쿠 여객철도 요산선      | 시코쿠 여객철도 요산선 | 시코쿠 여객철도 요산선    |
| --------------------------- | ---------------------- | ------------------------- |
| Y 41 하시하마 다카마쓰 방면 | 요산 선                | 오니시 Y 43 마쓰야마 방면 |